# Patriots of Micronesia
Patriots of Micronesia,  também conhecido como Across all Micronesia, é o hino nacional da Micronésia. Foi aprovado em 1991, substituindo o hino Preamble, o hino usado desde a independência em 1979. A melodia é da canção Ich hab' mich ergeben, que foi um dos hinos não-oficiais da Alemanha Ocidental entre 1949 e 1952. As letras são vagamente baseadas numa tradução de Ich hab' mich ergeben.